# 浦口区

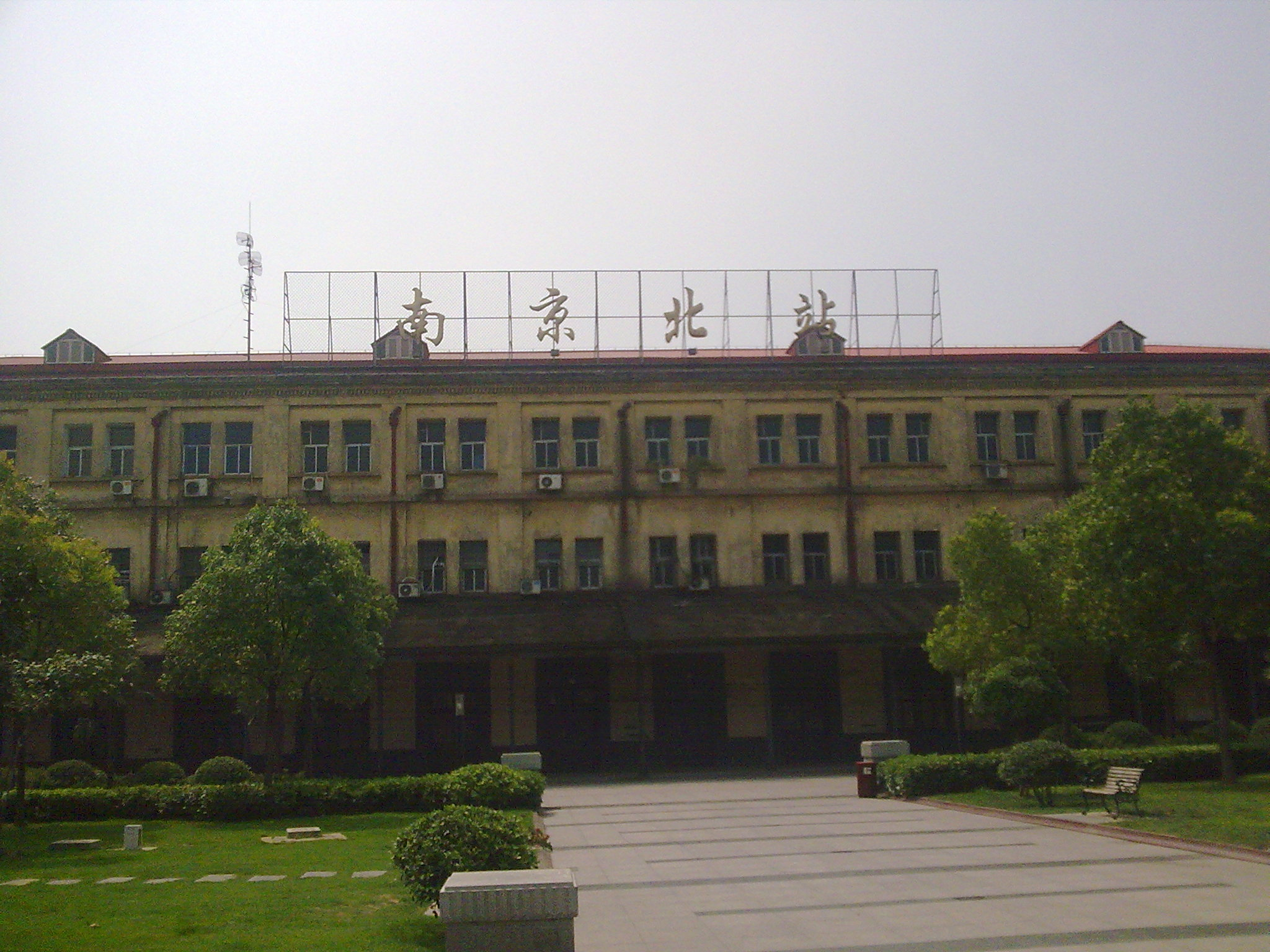
南京北站

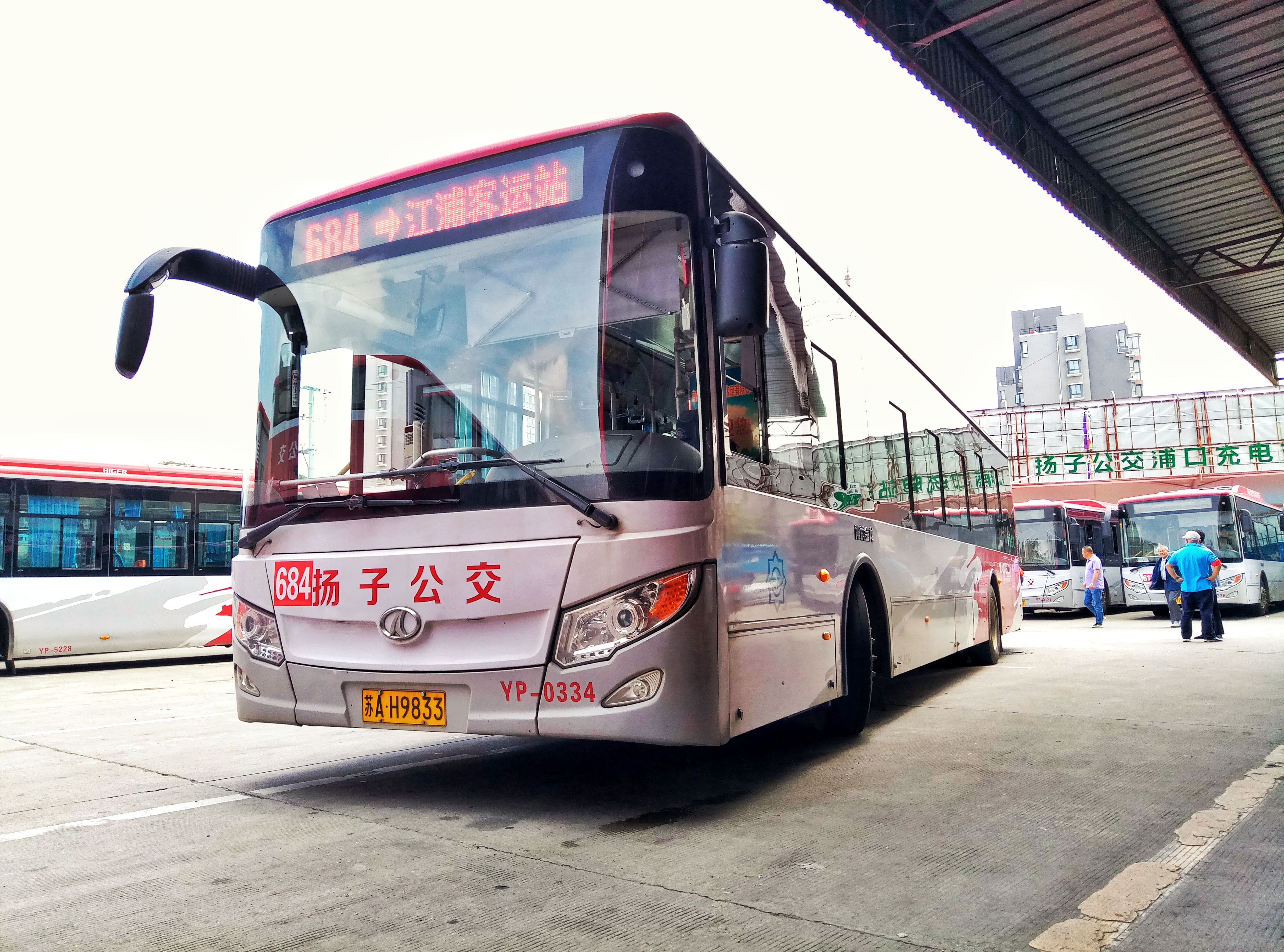
浦口区江浦客运站内的纯电动公交车

浦口区是中国江苏省南京市的一个市辖区，东靠六合区，西接马鞍山市和县，南临长江，北枕滁河与滁州市接壤，同南京城区以桥相连，历来是南京的北大门。浦口区源于中华民国时期的南京市第八区。2002年5月，江浦县和原浦口区合并，设立新的南京市浦口区，区人民政府驻江浦街道文德路18号。区域总面积为910.49平方公里。

## 行政区划
浦口区下辖9个街道办事处：
泰山街道、顶山街道、沿江街道、江浦街道、桥林街道、汤泉街道、盘城街道、星甸街道、永宁街道、老山林场、汤泉农场、珍珠泉旅游度假区和南京高新技术产业开发区。

## 人口
根據第七次全国人口普查數據，截至2020年11月1日零時，浦口區常住人口為1171603人。

## 交通

### 道路
南京长江大桥（铁路、公路两用）、大胜关长江大桥（汽车专用）、应天大街长江隧道（汽车专用）、定淮门隧道（汽车专用）、江心洲长江大桥（汽车专用），以及在建的建宁路长江隧道也将连接浦口区和南京主城区。

### 地铁
- █ 南京地铁3号线
- █ 南京地铁10号线
- █ 南京地铁S3号线
- █ 南京地铁S8号线

### 铁路
曾经的南北交通大动脉津浦铁路即以浦口站为南端，现浦口站已停运。

### 港口
水路则有长江浦口港。

## 经济
南京高新技术产业开发区坐落在浦口区。

## 金融
原浦口区与原江浦县均有中国人民银行支行及国家外汇管理局支局，2002年并区之后，人行浦口支行及外管局浦口支局已并入江浦。
原先设于浦口街道的银行分支机构在浦口街道并入泰山街道后已经全数前往泰山街道，只剩下中信银行浦口支行。
浦口区现有以下银行：中国银行、中国建设银行、中国农业银行、中国工商银行、南京银行、中信银行、中国邮政储蓄银行、中国农业开发银行（仅位于原江浦县）。

## 教育

### 本科院校
- 南京农业大学
- 南京审计大学
- 南京工业大学
- 南京信息工程大学
- 江苏警官学院
- 南京大学金陵学院
- 东南大学成贤学院

### 专科院校
- 南京铁道职业技术学院
- 江苏卫生健康职业学院

## 地方民俗文化
- “南门腔”
- “八老鸽子”
- “吓老鹰”
- 手狮舞
- 采茶
- 伞灯
- 船灯

## 旅游
- 老山国家森林公园
- 扬子江生态公园
- 汤泉
- 琥珀泉
- 定山寺
- 晋王塔
- 求雨山文化园
- 珍珠泉风景区
- 珍珠泉野生动物园：中国最大的野生动物生态园